# Saou
Saou är en kommun i departementet Drôme i regionen Auvergne-Rhône-Alpes i sydöstra Frankrike. Kommunen ligger i kantonen Crest-Sud som tillhör arrondissementet Die. År 2022 hade Saou 582 invånare.

## Befolkningsutveckling
Antalet invånare i kommunen Saou
Referens:INSEE